# Mesocyclops leukarti
Mesocyclops leukarti är en kräftdjursart som först beskrevs av Claus 1857.  Mesocyclops leukarti ingår i släktet Mesocyclops och familjen Cyclopidae. Inga underarter finns listade i Catalogue of Life.